# Fosfatidilserina
La fosfatidilserina, en anglès:Phosphatidylserine (abreujat com Ptd-L-Ser o PS) és un tipus de fosfolípid, normalment està emmagatzemat en el folíol interior (el costat citosòlic) de les membranes cel·lulars per un enzim anomenat flipasa i la seva estructura determina la seva funció i localització a la cèl·lula.
Quan una cèl·lula experimenta apoptosi, la fosfatidilserina ja no resta restringida a la part citosòlica de la membrana, sinó que queda exposada a la superfície de la cèl·lula. A més de ser important la senyalització cel·lular, també ho és en processos de coagulació sanguínia, esporga sinàptica, i l’activitat antiinflamatòria que s'ha vist que pot influïr en malalties com el càncer i el Parkinson.
És possible que la fosfatidilserina tingui efectes beneficiosos en la memòria i el procés cognitiu. S'ha demostrat que, administrada als atletes, en millora el funcionament cognitiu.

## Estructura

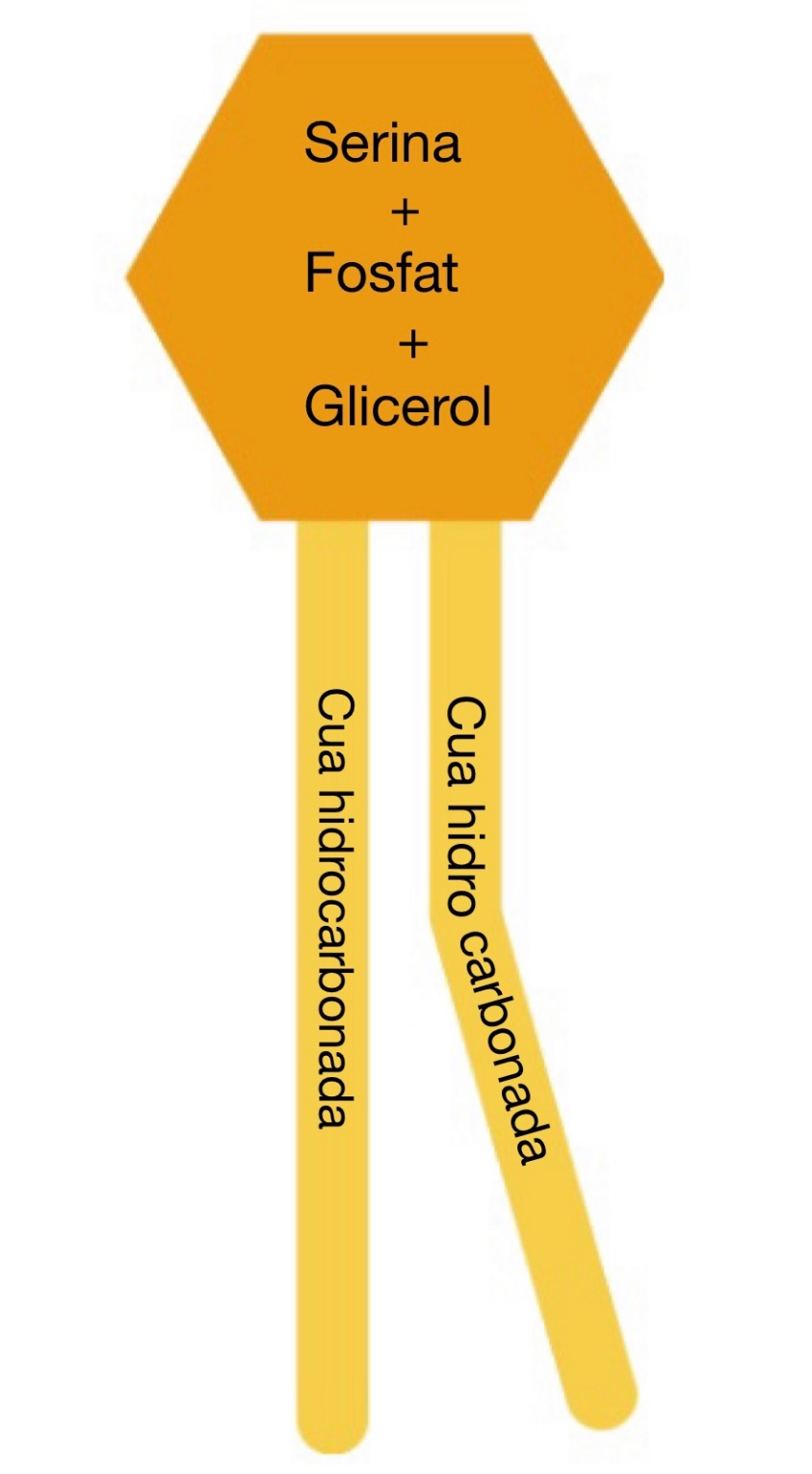
Estructura bàsica de la fosfatidilserina

La fosfatidilserina és un fosfolípid, concretament un glicerofosfolípid, està formada per àcids grassos, un glícid (en aquest cas el glicerol), un grup fosfat i una serina.
La fosfatidilserina està constituïda per un esquelet de glicerol esterificat en els carbonis C1 i C2 per dos àcids grassos que constitueixen la part apolar de la molècula que és el que es denomina com “cua”. Els tipus d’àcids grassos varia segons la cèl·lula i l'orgànul però, a la posició C1 del glicerol solen haver àcids grassos de 16 o més carbonis i a la posició C2 normalment solen esterificat-se àcids grassos insaturats, que tenen mínim un enllaç doble. El fet que hi hagi o no àcids grassos insaturats determina la posició i distribució de la fosfatidilserina a la cèl·lula. Per exemple, les que tinguin àcids grassos saturats, seràn més rígides i, per tant, es trobaran a microdominis de la membrana plasmàtica com els lípids rafts.
En el carboni 3 del glicerol s'uneix un grup fosfat i a aquest s'uneix una serina. La serina és un aminoàcid no essencial i té càrrega negativa en condicions fisiològiques. El conjunt del glicerol, el grup fosfat i la serina constitueixen la part polar de la molècula o el que s'anomena “cap” de la molècula.

## Biosíntesi
La fosfatidilserina compon del 2%-15% de les cèl·lules animals i són sintetitzades per uns enzims que duen a terme reaccions d'intercanvi de bases en els fosfolípids majoritaris ja existents com la fosfatidilcolina (PC) i fosfatidiletanolamina (PE). La fosfatidilserina sintasa-1 (PSS1) i la fosfatidilserina sintasa-2 (PSS2) són els responsables de portar a terme aquestes reaccions. Aquests es troben localitzats majoritàriament a la membrana associada a la mitocòndria (MAM), al reticle endoplasmàtic. A les cèl·lules animals, la seva biosíntesi es realitza a través una reacció depenent de calci, la fosfatidilserina és sintetitzada per la reacció d’intercanvi de bases modificant el cap polar del fosfolípid. Una colina o una etanolamina del PC preexistent o de la PE, respectivament, són intercanviades per un aminoàcid L-serina. PSS2 serà l'enzim que catalitzarà específicament la reacció “PE —> PS”. PSS1 serà l’enzim responsable de catalitzadors la reacció “PC —> PS”.
L’activitat enzimàtica d'aquestes fosfolipases depèn del tipus cel·lular, les fraccions subcel·lulars, de l’estat de desenvolupament i la diferenciació. A més a més, en ser la seva presència tan important a les MAMs, no requereixen suplement energètic. La PSS1 està molt expressada en ronyons, fetge i teixit cerebral. La PSS2 abunda en les cèl·lules de Sertoli dels testicles i amb menor quantitat als ronyons, als adipòcits del teixit gras i a les cèl·lules de Purkinje del cervell.

## Funció
La fosfatidilserina està implicada en la senyalització cel·lular. Això és degut al fet que no es troba distribuïda de manera uniforme, sinó que majoritàriament es troba en la cara interna de la membrana plasmàtica i en les membranes endocítiques. La pèrdua d’asimetria indica l’activació de vàries vies associades a l’apoptosi, la coagulació sanguínia i la esporga sinàptica.

### Apoptosi

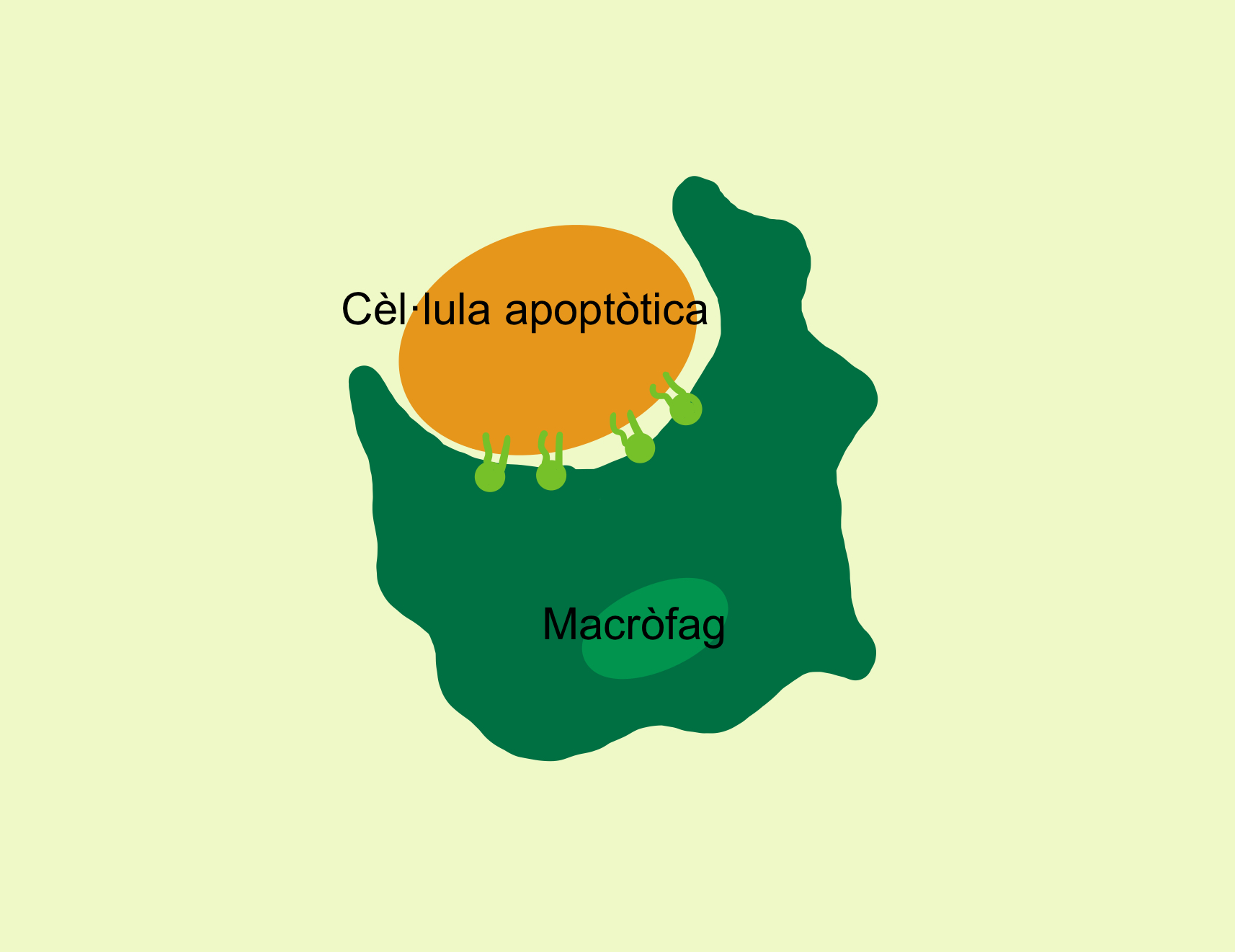
Cèl·lula danyada exposant fosfatidilserina en la seva superfície. Aquesta és reconeguda per un macròfag i en facilita l'eliminació.

Durant l’ apoptosis s' activen les scramblases, que causen una pèrdua d’asimetria dels fosfolípids de la membrana cel·lular, provocant que la fosfatidilserina passi del lumen a la superfície de les cèl·lules danyades. Aquest canvi és reconegut pels macròfags i interpretat com un senyal d’eliminació.

### Coagulació sanguínia

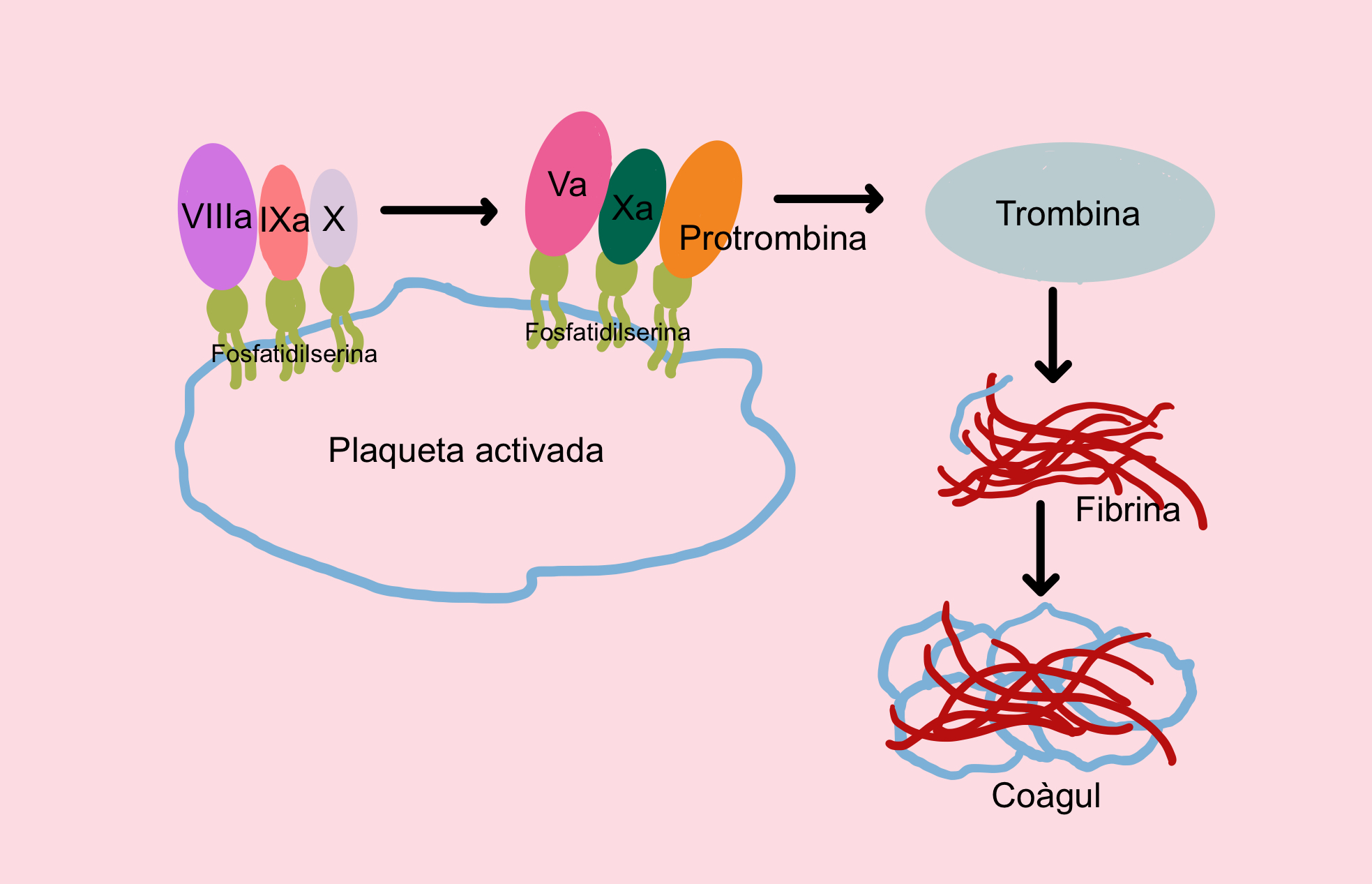
Plaqueta activada que exposa fosfatidilserina en la seva superfície que serveix com a senyal per iniciar la cascada de la coagulació.

En plaquetes activades, la fosfatidilserina actúa com a cofactor clau en l’activació dels factors de coagulació. Concretament, controla l’activació de la protrombina i del factor X a través del complex factor VIIIa-factor IXa. Les membranes que contenen fosfatidilserina faciliten una unió específica i amb gran afinitat amb aquests factors, a més d’ augmentar la velocitat de treball significativament. De manera que promou la cascada de coagulació permetent la formació de trombes.
Una exposició o unió defectuosa de les fosfatidilserina amb aquestes proteïnes de la coagulació són responsables de diverses malalties hematològiques.

### Esporga sinàptica

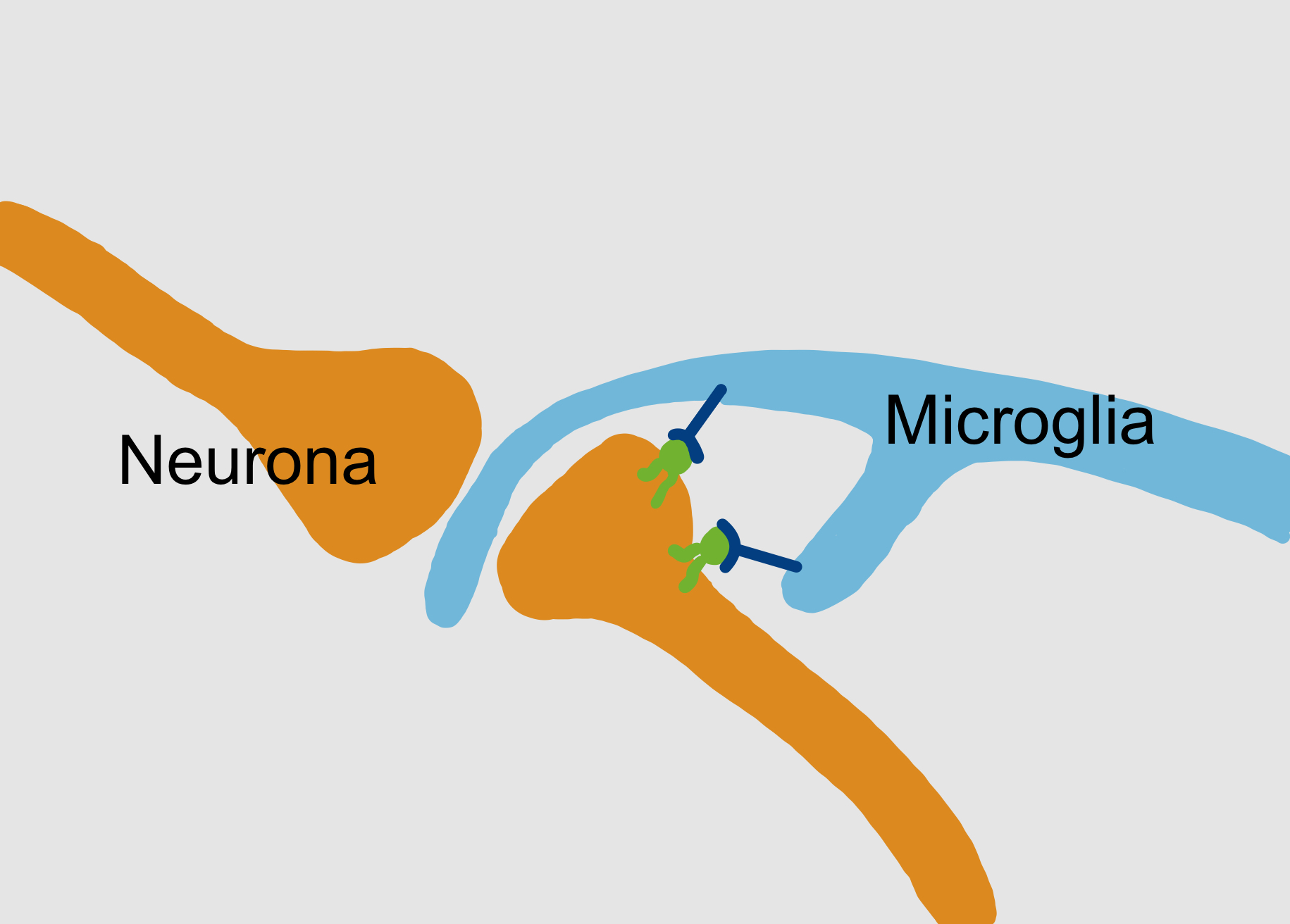
Neurona que exposa en la seva superfície fosfatidilserina, aquestes són reconegudes per la microglia i ho interpreta com un senyal per eliminar la connexió sinàptica.

Durant el desenvolupament cerebral, la fosfatidilserina exposada a l’exterior de les neurones actua com una senyal perquè la microglia elimini, mitjançant la fagocitosi, les connexions sinàptiques innecessàries. Aquest procés és essencial per al desenvolupament i manteniment dels circuits neuronals, a més d’ajudar a la seva modelació i a optimitzar la comunicació entre neurones.

## Malalties relacionades
Diversos estudis han demostrat que els liposomes de fosfatidilserina tenen una acció antiinflamatòria al SNC, reduint la producció de citoquines proinflamatòries i d’òxid nítric, i augmentant la producció de citoquines antiinlfamatòries.
No se sap amb total seguretat com és el mecanisme d’acció d’aquests liposomes, però la conclusió general és que la interacció entre els liposomes de fosfatidilserina i els seus receptors pot inhibir reguladors implicats en la neuroinflamació, com les quinases p38 MAPK, CREB i NFkB.

### Parkinson
La fosfatidilserina pot tenir un doble efecte en la progressió del Parkinson.
Per una banda, s'ha vist que en pacients de Parkinson els nivells de fosfolípids a la sang estan augmentats. Si la fosfatidilserina es troba en nivells anormalment alts a les neurones afavoreix que la α-Sinucleína (que està implicada en el desenvolupament de la malaltia) s'agrupi a la membrana cel·lular, fet que contribueix a la mort neuronal.
D’altra banda, però, la suplementació amb liposomes de fosfatidilserina sembla tenir diversos beneficis en la progressió del pacient. Per exemple, amb l’administració d’aquests liposomes s'ha aconseguit augmentar el factor GDF5, que protegeix les neurones productores de dopamina (que es veuen afectades per la malaltia).

### Càncer
La fosfatidilserina es troba de forma anormal a la superfície de la membrana de les cèl·lules tumorals. D’aquesta manera es pot utilitzar com a marcador de la malaltia pel seu diagnòstic i tractament. Algunes molècules específiques, com bavituximab, han estat dissenyades amb l’objectiu de bloquejar els seus mecanismes d’immunosupressió i estimular la resposta immunitària de l’organisme contra el tumor.

## Seguretat
Tradicionalment els suplements amb PS deriven del còrtex dels bovins, però per la possibilitat de transmissió de malalaties actualment es prefereix la soia. La dosi per adults de 200 mg tres vegades al dia és considerada segura.